# Brachycentrus incanus
Brachycentrus incanus is een schietmot uit de familie Brachycentridae. De soort komt voor in het Nearctisch gebied.